# Lamecha Girma
Lamecha Girma (Oromia, 26 novembre 2000) è un siepista e mezzofondista etiope, vincitore della medaglia d'argento nei 3000 metri siepi ai Giochi olimpici di Tokyo 2020 e ai mondiali di Doha 2019 e di Budapest 2023. Detiene inoltre il record del mondo della specialità.

## Biografia
Suo fratello minore Kuma Girma è a sua volta un mezzofondista di livello internazionale.

## Palmarès
| Anno | Manifestazione  | Sede     | Evento       | Risultato | Prestazione | Note             |
| ---- | --------------- | -------- | ------------ | --------- | ----------- | ---------------- |
| 2019 | Mondiali        | Doha     | 3000 m siepi | Argento   | 8'01"36     | Record nazionale |
| 2021 | Giochi olimpici | Tokyo    | 3000 m siepi | Argento   | 8'10"38     |                  |
| 2022 | Mondiali indoor | Belgrado | 3000 m piani | Argento   | 7'41"63     |                  |
| 2022 | Mondiali        | Eugene   | 3000 m siepi | Argento   | 8'26"01     |                  |
| 2023 | Mondiali        | Budapest | 3000 m siepi | Argento   | 8'05"44     |                  |
| 2024 | Giochi olimpici | Parigi   | 3000 m siepi | Finale    | dnf         |                  |

## Campionati nazionali
2018
- 5º ai campionati etiopi U20, 3000 m siepi - 8'46"23

## Altre competizioni internazionali
2019
- Bronzo al Meeting de Paris ( Parigi), 3000 m siepi - 8'08"63
- Bronzo al Memorial Van Damme ( Bruxelles), 3000 m siepi - 8'07"66

2020
- Argento al Campaccio ( San Giorgio su Legnano)
- 8º all'Herculis ( Monaco), 3000 m siepi - 8'22"57
- 4º al Doha Diamond League ( Doha), 1500 m piani - 3'33"77

2021
- Oro all'Herculis ( Monaco), 3000 m siepi - 8'07"75

2022
- Vincitore del World Indoor Tour nella specialità dei 3000 m piani
- Oro al Golden Gala Pietro Mennea ( Roma), 3000 m siepi - 7'59"23

2023
- Oro al Meeting de Paris ( Parigi), 3000 m siepi - 7'52"11
- Oro al Doha Diamond League ( Doha), 3000 m piani - 7'26"18
- Oro al Meeting Hauts-de-France Pas-de-Calais ( Liévin), 3000 m piani indoor - 7'23"81
- Argento all'Athletissima ( Losanna), 1500 m piani - 3'29"51

2024
- Oro alla Xiamen Diamond League ( Xiamen), 5000 m piani - 12'58"96
- Oro al Bauhaus-Galan ( Stoccolma), 3000 m siepi - 8'01"63
- 13º al Prefontaine Classic ( Eugene), miglio - 3'53"82
- Oro al Meeting Hauts-de-France Pas-de-Calais ( Liévin), 2000 m piani indoor - 4'51"23

2025
- Oro al Meeting de Paris ( Parigi), 3000 m siepi - 8'07"01